# Wake Up My Love
«Wake Up My Love» — песня Джорджа Харрисона с альбома Gone Troppo. В США, песня вышла в виде сингла в 1982 году и поднялась до 53-й позиции в Billboard Hot 100. В Великобритании сингл не попал в чарты. С этой песней Харрисон предпринял попытку сделать свою музыку более современной.

## Список исполнителей
- Генри Спинетти — барабаны
- Джордж Харрисон — бас-гитара, гитара, вокал
- Майк Морган — клавишные
- Рэй Купер — ударные